# Epsilon Ophiuchi
Epsilon Ophiuchi (ε Ophiuchi, viết tắt Epsilon Oph, ε Oph), cũng được đặt tên là Yed Posterior, là một ngôi sao khổng lồ đỏ trong chòm sao Xà Phu (Ophiuchus). Nằm dưới 5 độ về phía nam của đường xích đạo thiên cầu ở phần phía đông của chòm sao, nó tạo thành một sao đôi quang học có thể thấy mắt thường với Delta Ophiuchi (được đặt tên là Yed Prior). Với cấp sao biểu kiến là 3.220, ngôi sao có thể được nhìn thấy bằng mắt thường từ hầu hết các nơi trên Trái Đất dưới bầu trời tối thích hợp. Các phép đo thị sai mang lại khoảng cách ước tính 106,4 năm ánh sáng (32,6 parsec) tính từ Mặt Trời.

## Danh pháp
ε Ophiuchi (Latin hóa thành Epsilon Ophiuchi) là tên gọi Bayer của ngôi sao này.
Nó mang tên truyền thống Yed Posterior.  Yed bắt nguồn từ tiếng Ả Rập Yad có nghĩa là "bàn tay".  Epsilon và Delta Ophiuchi gồm Mặt trái của Ophiuchus (Serpent Bearer) chứa đầu con rắn (Cự Xà - Serpens Caput).  Epsilon là Yed Posterior khi nó đi theo Delta trên bầu trời.  Vào năm 2016, Liên minh Thiên văn Quốc tế tổ chức một Nhóm làm việc về Tên Sao (WGSN)  để lập danh mục và chuẩn hóa tên riêng cho các ngôi sao.  WGSN đã phê duyệt tên Yed Posterior cho ngôi sao này vào ngày 5 tháng 10 năm 2016 và hiện tại nó đã được đưa vào Danh sách Tên Sao được IAU phê duyệt.
Epsilon Ophiuchi là một thành viên của khoảnh sao Ả Rập bản địa al-Nasaq al-Yamani, "Nam Line" của al-Nasaqān "Hai Lines", cùng với Alpha Serpentis, Delta Serpentis, Epsilon Serpentis, Delta Ophiuchi, Zeta Ophiuchi và Gamma Ophiuchi.

## Tính chất
Epsilon Ophiuchi có phân loại sao G9.5   IIIb, với lớp độ sáng của III chỉ ra rằng đây là một ngôi sao khổng lồ đã cạn kiệt hydro và phát triển vượt ra khỏi dãy chính. Sao khổng lồ đỏ này có khối lượng gần gấp đôi Mặt Trời và đã mở rộng đến bán kính ước tính hơn mười lần bán kính của Mặt trời, mang lại cho nó độ sáng gấp khoảng 54 lần Mặt trời.  Nó có tuổi thọ khoảng một tỷ năm tuổi.
Bất thường đối với một sao khổng lồ hạng G, nó bị thiếu cyanogen và thiếu carbon.  Vỏ bên ngoài của ngôi sao này sẽ hiển thị dao động năng lượng loại mặt trời với thời gian 0,19 ngày, cho phép các phương pháp asteroseismology được áp dụng.  Tuy nhiên, các mô hình cho ngôi sao này vẫn chưa thể phân biệt được liệu ngôi sao này đang tạo ra năng lượng bằng phản ứng tổng hợp hạt nhân của hydro dọc theo vỏ hay hợp nhất với helium ở lõi của nó.  Một trong hai mô hình này tạo ra sự phù hợp tốt với các tính chất vật lý của ngôi sao. Tốc độ quay dự kiến của ngôi sao là 5,7 km/s và độ nghiêng của trục quay với đường ngắm từ Trái Đất nằm trong phạm vi 41-73 °.